# Raurkela
Raurkela (o Rourkela) è una suddivisione dell'India, classificata come municipality, di 224.601 abitanti, situata nel distretto di Sundergarh, nello stato federato dell'Orissa. In base al numero di abitanti la città rientra nella classe I (da 100.000 persone in su).

## Geografia fisica
La città è situata a 22° 11' 60 N e 84° 52' 60 E e ha un'altitudine di 227 m s.l.m. e si trova presso la confluenza dei fiumi , che proprio a partire da Raurkela danno vita al fiume Brahmani.

## Società

### Evoluzione demografica
Al censimento del 2001 la popolazione di Raurkela assommava a 224.601 persone, delle quali 121.028 maschi e 103.573 femmine. I bambini di età inferiore o uguale ai sei anni assommavano a 26.603, dei quali 13.641 maschi e 12.962 femmine. Infine, coloro che erano in grado di saper almeno leggere e scrivere erano 168.997, dei quali 97.849 maschi e 71.148 femmine.